# Philetaeros

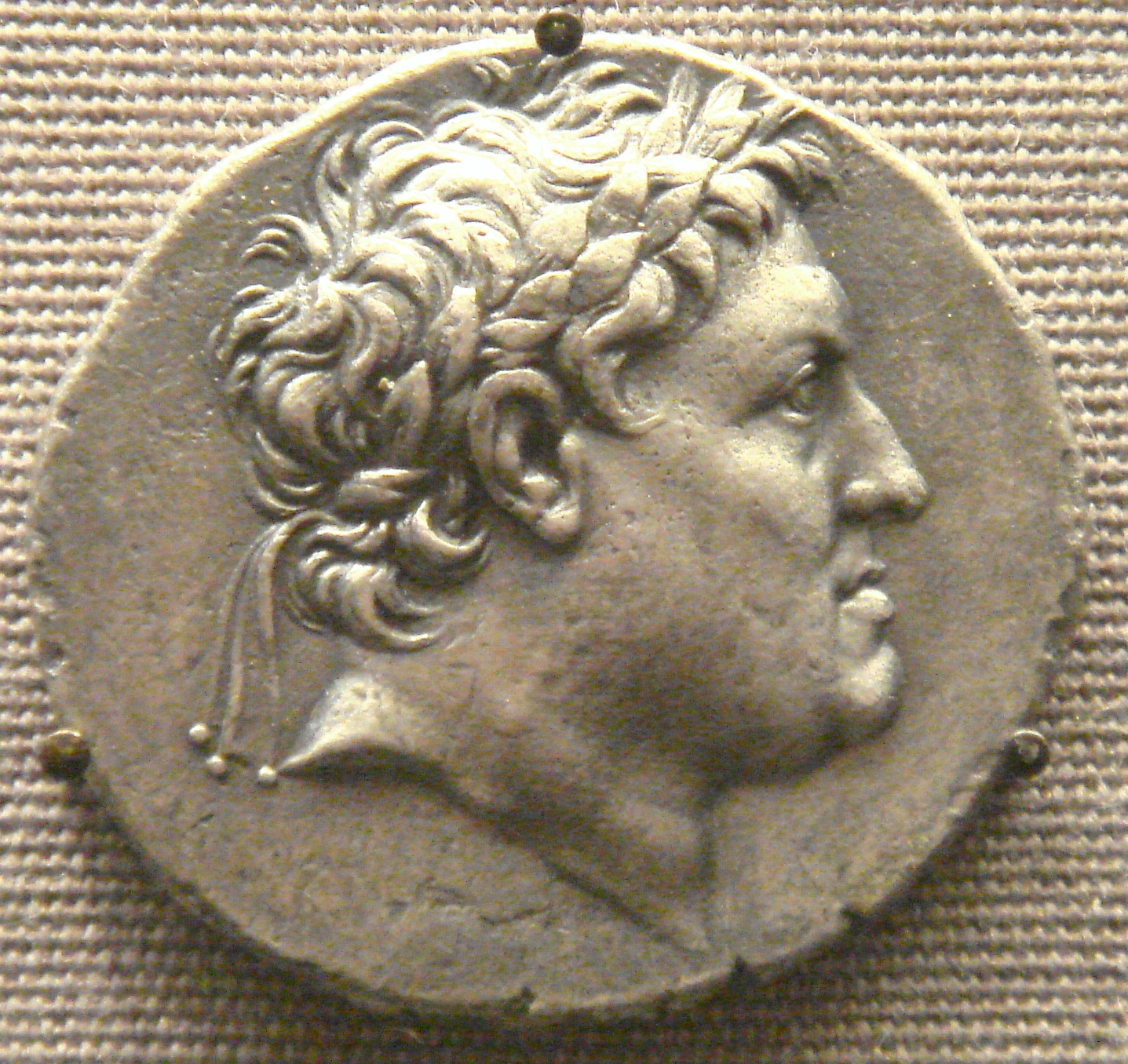
Philetaerus trên một đồng xu bạc của Attalus I. Bảo tàng Anh.

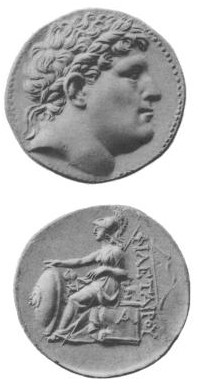
Coin, dipicting the head of Philetaerus on the obverse and seated Athena, Greek goddess of war and wisdom, on the reverse, struck during the reign of Eumenes I (263 BC-241 BC)

Philetaeros (tiếng Hy Lạp: Φιλέταιρος, Philétairos, khoảng 343 TCN-263. TCN) là người sáng lập triều đại Attalos của Pergamon ở vùng Anatolia.
Ông sinh ra ở Tieium (tiếng Hy Lạp: Tieion),  một thị trấn nhỏ bên bờ Biển Đen của Anatolia nằm giữa Bithynia về phía tây và Paphlagonia về phía đông. Cha ông là Attalus (tiếng Hy Lạp: Attalos) (có lẽ đến từ Macedonia) và mẹ ông Boa là người Paphlagonia.
Sau khi Alexandros Đại đế mất năm 323 TCN, Philetaeros đã bị lôi kéo  vào cuộc đấu tranh giành quyền lực, được gọi là các cuộc chiến tranh của các Diadochi (diadochi có nghĩa là " người kế vị" trong tiếng Hy Lạp) giữa các thống đốc của các tỉnh trong đế chế của Alexandros, Antigonos ở Phrygia, Lysimachos tại Thrace và Seleukos ở Babylonia (và một số những người khác). Philetaeros đầu tiên phục vụ  cho Antigonos. Ông sau đó chuyển lòng trung thành của mình tới Lysimachos (vua của Pergamon từ 323 TCN đến 281 TCN), người mà sau khi Antigonos bị giết tại trận Ipsus năm 301 TCN, đã đưa Philetaeros lên nắm quyền lãnh đạo của Pergamon, nơi cất giữ một kho tàng của Lysimachos lên đến 9000 talent bạc.
Philetaeros phục vụ Lysimachos cho đến năm 282 TCN, có thể vì các cuộc xung đột liên quan đến âm mưu triều đình của Arsinoe, người vợ thứ ba của Lysimachos, Philetaeros đã rời bỏ Lysimachos, tự dâng mình và các pháo đài quan trọng của Pergamon, cùng với kho bạc của mình cho Seleukos, người sau đó đã đánh bại và giết chết Lysimachos trong trận Corupedium năm 281 TCN. Seleukos tiếp theo đã bị ám sát bởi Ptolemaios Keraunos, anh trai của Arsinoe tại Lysimachia vài tháng sau đó.
Mặc dù trên danh nghĩa dưới sự kiểm soát của vương quốc Seleukos, Philetaeros, đặc biệt là sau cái chết của Seleukos, đã có quyền tự trị đáng kể và  với sự giàu có của mình đã gia tăng quyền lực của và ảnh hưởng của ông vượt ra ngoài Pergamon. Có rất nhiều thông tin về Philetaerus là ân nhân đến các thành phố lân cận và các đền thờ, bao gồm các ngôi đền ở Delphi và Delos. Ông cũng đóng góp quân, tiền bạc và lương thực cho thành phố Cyzicus để phòng thủ chống lại người Gauls\ xâm lược. Như là một kết quả, Philetaeros đã xây dựng được uy tín và thiện chí cho bản thân và gia đình ông.
Trong gần bốn mươi năm cai trị của mình, ông đã cho xây dựng trên Acropolis của Pergamon, đền thờ của thần Demeter, và đền thờ của Athena (vị thần bảo trợ của Pergamon), cung điện đầu tiên của Pergamon và ông  cũng gia tăng đáng kể cho công sự của thành phố.
Philetaeros là một thái giám, mặc dù các học giả lý giải khác nhau về sự tự thiến của ông. Attalus I, vị vua đầu tiên của triều đại Attalos ở Pergamon, giải thích rằng khi Philetaeros được một đứa trẻ, ông được đưa vào một đám đông nơi ông bị đè chặt và tinh hoàn bị nghiến nát. Một số học giả tin rằng câu chuyện này đã được tạo ra bởi Attalos như là một cách để làm cho nguồn gốc của triều đại của ông có cái nhìn tốt hơn, cho rằng đã bị thiến thành hoạn quan với mục đích phục vụ hoàng gia (đó là lý do chính đáng khác cho việc Philetaeros là hoạn quan) thường là bị coi khinh. Thực tế Philetaeros là một hoạn quan có thể nhìn thấy tình trạng thừa cân của ông ta trên tiền xu đúc sau khi ông chết.
Philetaeros không bao giờ kết hôn, vì ông là một thái giám, và không có con. Ông đã nhận Eumenes cháu trai của ông làm con nuôi(con trai người anh của Philetaeros cũng được đặt tên là Eumenes), người mà kế vị ông là vua của Pergamon, sau khi ông mất năm 263 TCN. Ngoại trừ Eumenes II,. tất cả các vua nhà Attalos tương lai đều miêu tả các bức tượng bán thân của Philetaeros trên đồng tiền của họ.